# متوسط

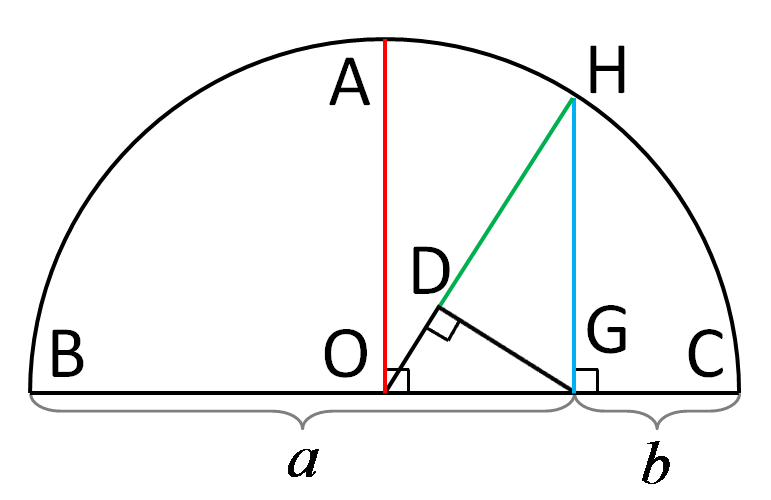
نیم دایره متوسط

متوسط یا در گفتار عامه، معدل (انگلیسی: Average) عددی منفرد است که به عنوان نمایندهٔ فهرستی از اعداد گرفته می‌شود. در بافتارهای مختلف مفاهیم مختلفی در مورد معدل وجود دارد. گاه معدل به میانگین حسابی (مجموع مقادیر موجود در یک مجموعه داده‌ها تقسیم بر تعداد آن‌ها) اشاره دارد. در آمار، میانگین، میانه، و مد همه به عنوان شاخص‌های اندازه‌گیری مرکزی شناخته می‌شود و در گفتار روزمره معدل ممکن است به هر یک از این‌ها اشاره داشته باشد.